# Wilhelm Carl von Rothschild

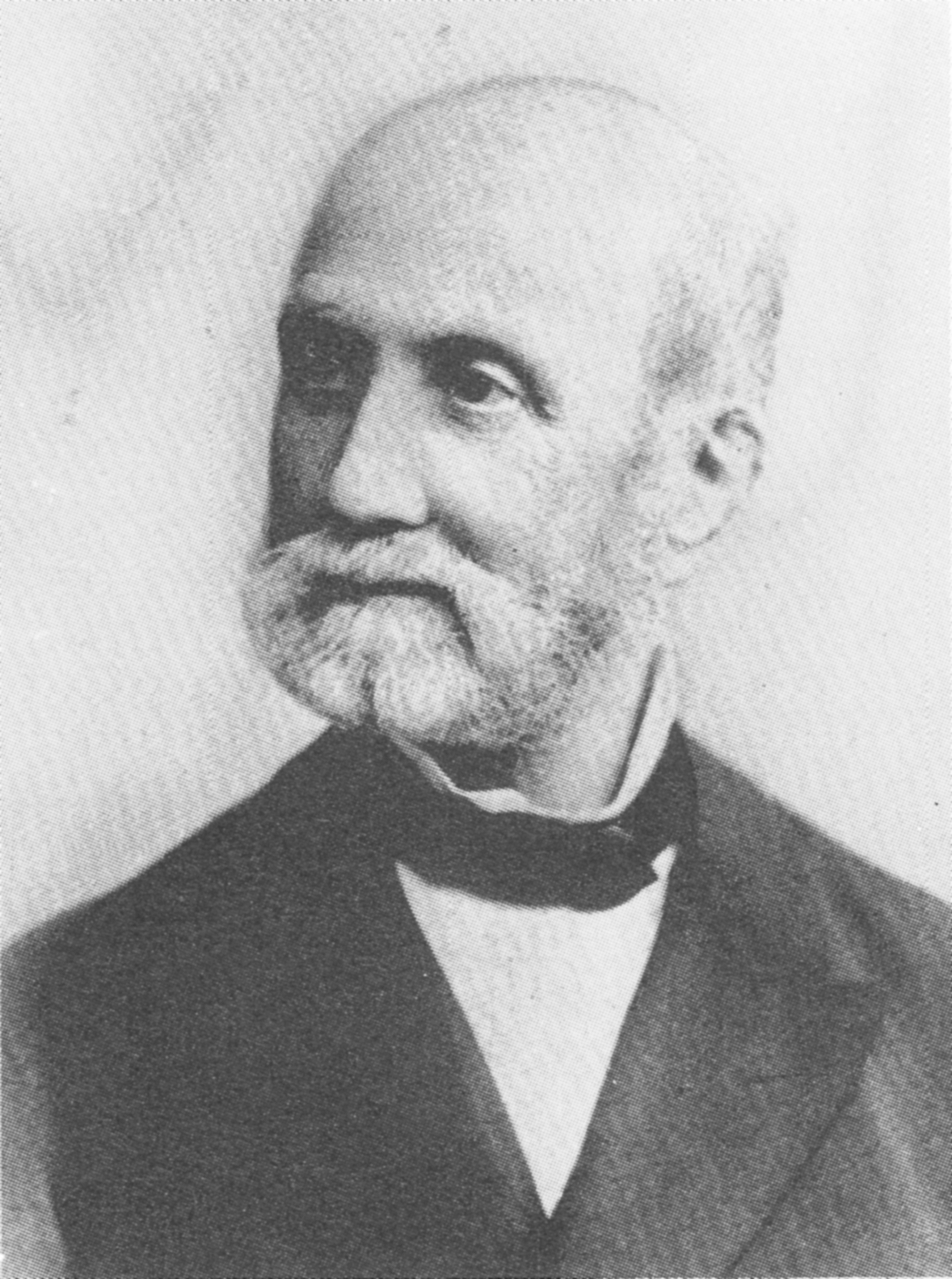
Baron Wilhelm Carl ('Willi') von Rothschild

Wilhelm Carl Freiherr von Rothschild (* 16. Mai 1828 in Frankfurt am Main  oder 10. Mai 1828 in Neapel; † 25. Januar 1901 in Frankfurt am Main) war ein deutscher Bankier und Mäzen aus der Familie Rothschild. Mit seinem Tod erlosch die männliche Linie des deutschen Zweiges der Familie. Das von seinem Großvater Mayer Amschel Rothschild gegründete Frankfurter Bankhaus M. A. von Rothschild & Söhne wurde liquidiert.

## Leben und Werk
Rothschild war der dritte von vier Söhnen von Carl Mayer von Rothschild, dem vierten der fünf Söhne des Familiengründers Mayer Amschel Rothschild, und seiner Frau Adelheid geb. Hertz.
Wilhelm von Rothschild machte nach Rosch ha-Schana 1837 die Bekanntschaft Rabbi Lazarus Bergmanns, der als Meschullach für den Kolel Holland weDeutschland (Ho"D) seinen Onkel Amschel als Spender zu gewinnen suchte.
Entsprechend der Familientradition war Rothschild ein frommer und gesetzestreuer Jude; er lehnte die von dem liberalen Rabbiner Leopold Stein repräsentierte Jüdische Reformbewegung ab und unterstützte die Orthodoxen in der Frankfurter Israelitischen Gemeinde. Während sich ein Teil der Orthodoxen 1851 als Israelitische Religionsgesellschaft abspaltete, blieb er zwar der Gemeinde treu, unterstützte aber die Berufung des orthodoxen Rabbiners Samson Raphael Hirsch und den Bau einer eigenen Synagoge für die Religionsgesellschaft durch großzügige Spenden.

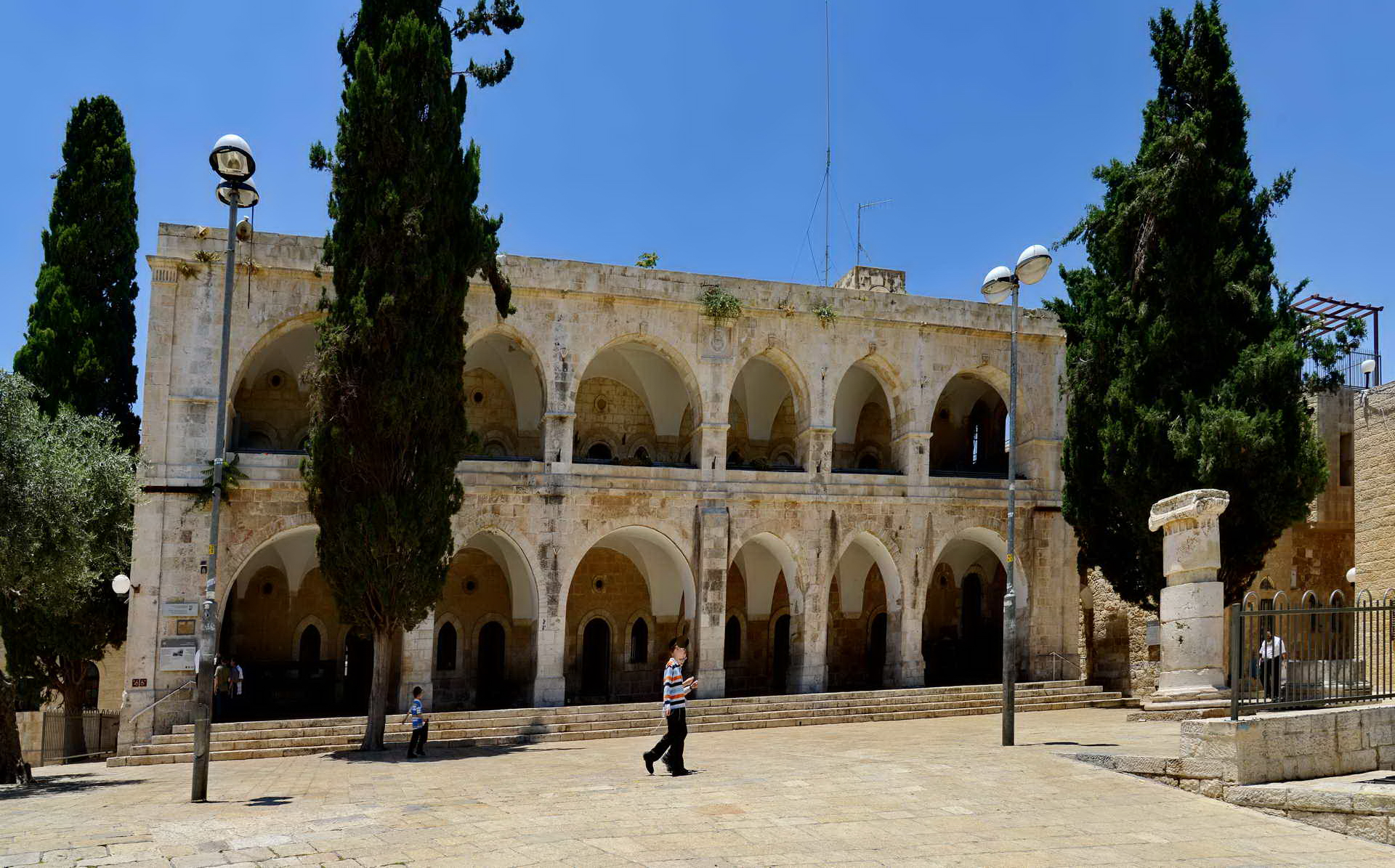
Blick über den Kikkar Batthej Machasseh zum Bejth Rothschild im Jüdischen Viertel Jerusalems, 2015

 Zusammen mit seinem ältesten Bruder Mayer Carl übernahm er nach dem Tod seines Onkels Amschel Mayer 1855 die Leitung des Frankfurter Stammhauses M. A. von Rothschild & Söhne in der Fahrgasse.
1857 stiftete er den nach ihm benannten Bejth Rothschild (hebräisch בֵּית רוֹטְשִׁילְד; 1860 erbaut) als Teil der vom Kolel Ho"D verwalteten Armen- und Pilgerwohnungen auf dem Berge Zion in Jerusalem (בָּתֵּי מַחֲסֶה וְהַכְנָסַת אוֹרְחִים עַל מָכוֹן הַר צִיּוֹן בִּירוּשְׁלִים). Der Kunsthistoriker und Architekt David Kroyanker hält den Bejth Rotschild für den architekturhistorisch bedeutendsten Bau jüdischer Bauherrn im Jerusalem des 19. Jahrhunderts.

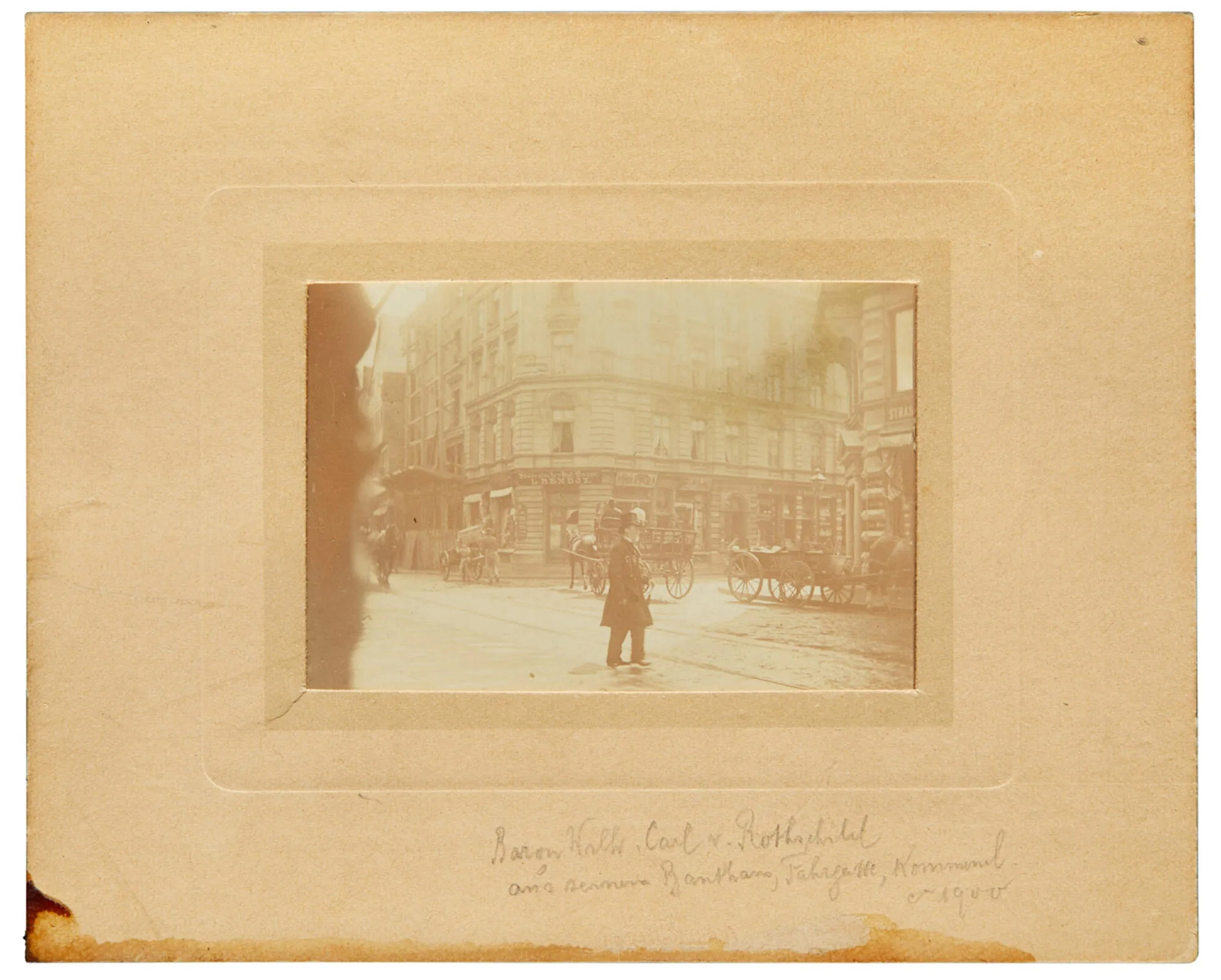
Die Fotografie zeigt Wilhelm Carl von Rothschild um 1900 vor seinem Bankhaus in der Fahrgasse

Nach dem Tode seines Bruders 1886 war Wilhelm Carl von Rothschild alleiniger Inhaber des Frankfurter Stammhauses. Er hatte schon Mitte der 1860er Jahre die wachsende Bedeutung des jungen Bankiers Adolph von Hansemann (1826–1903) und der von ihm geführten Disconto-Gesellschaft (Berlin) in der preußischen und deutschen Finanzwelt erkannt. Dementsprechend baute er zwischen M. A. von Rothschild & Söhne und Hansemanns Disconto-Gesellschaft eine enge wirtschaftliche Zusammenarbeit auf, deren Geschäftsvolumen bald größer war als das mit den anderen Rothschildbanken in London und Paris. Auch wenn dies Wilhelm Carl von Rothschild von seinen Verwandten den Vorwurf einbrachte, nur noch ein „Satellit“ Hansemanns zu sein, so hielt er doch bis an sein Lebensende an dieser engen Geschäftsverbindung fest.
Da Wilhelm Carl von Rothschild keine männlichen Nachkommen hatte, konnte sein Schwiegersohn Maximilian von Goldschmidt-Rothschild entsprechend der Familientradition das Bankhaus nach Wilhelm Carls Tod 1901 nicht fortführen. Stattdessen wurde M. A. von Rothschild & Söhne liquidiert und die laufenden Geschäfte von der Disconto-Gesellschaft übernommen. Diese fusionierte wiederum 1929 mit der Deutschen Bank.
Paul Arnsberg würdigte Rothschild als denjenigen der Frankfurter Rothschilds, der es „verdient – auch formell – eine Würdigung über den Normalrahmen herausragend (zu bekommen). Er war ein Stück Frankfurter Geschichte, ein fast eremitenhafter Mystiker und eine Säule der altkonservativen Observanz strengster Richtung.“

## Familie
Wilhelm von Rothschild heiratete 1849 Hannah Mathilde von Rothschild, die zweitälteste Tochter seines Cousins Anselm Salomon von Rothschild aus dem österreichischen Zweig der Familie. Das Ehepaar hatte drei Töchter, von denen die älteste Georgine Sara (* 1851) bereits 1869 in Baden-Baden verstarb. Zu ihrem Gedenken stifteten die Eltern die Georgine Sara von Rothschildsche Stiftung, ein Kinderhospital in Frankfurt.
Die zweite Tochter Adelheid von Rothschild (1853–1935), heiratete 1877 Edmond de Rothschild, einen Cousin ihres Vaters aus dem Pariser Zweig der Familie. Er war ein Pionier der jüdischen Kolonisation in Palästina.
Die jüngste Tochter, Minna Karoline (Minka) (1857–1903), heiratete 1878 den Frankfurter Bankier Maximilian Benedikt von Goldschmidt (1843–1940), Mitglied der Frankfurter Bankiersfamilie Goldschmidt.

## Liegenschaften in Frankfurt und Umgebung

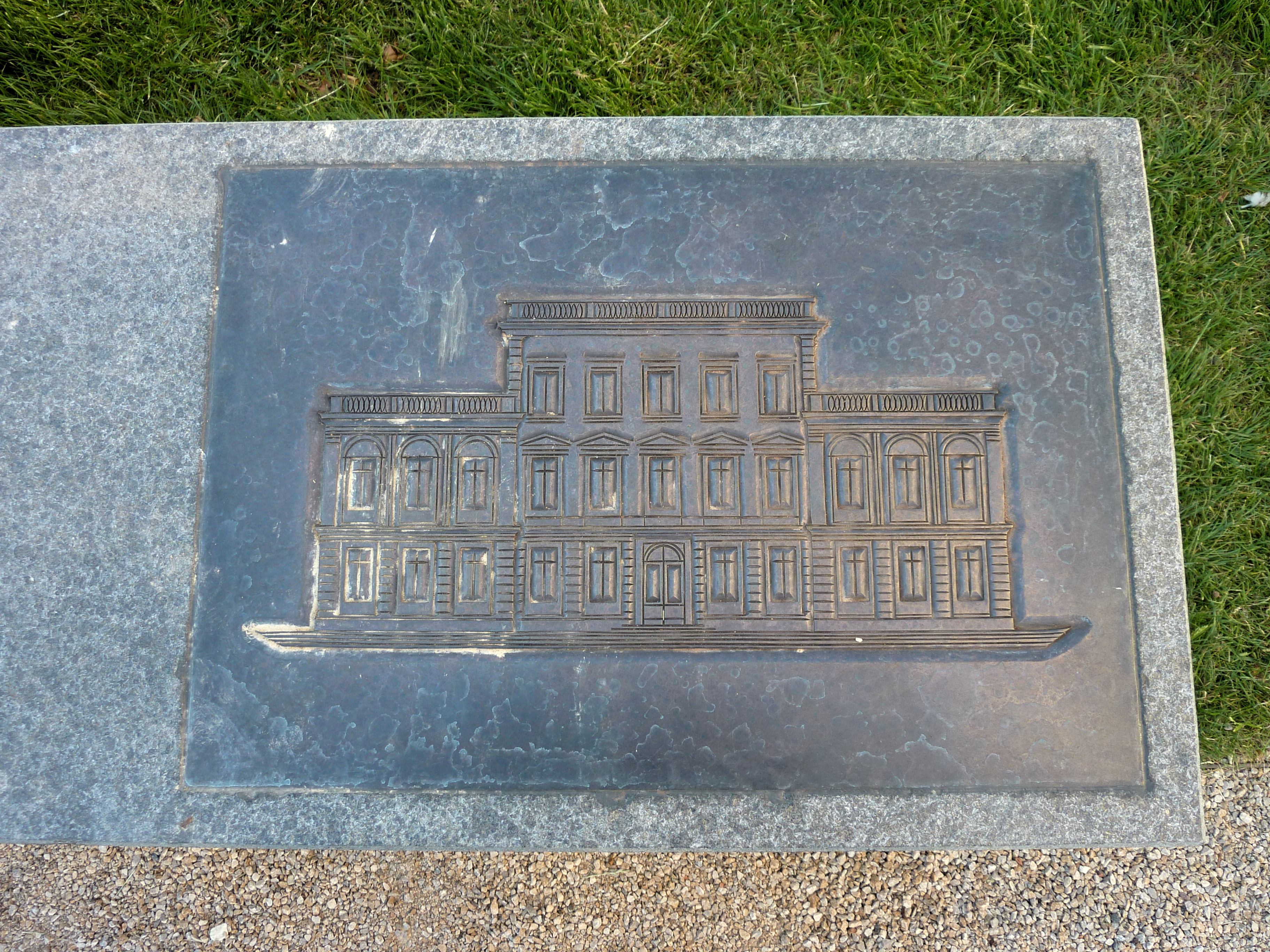
Gedenkplatte an das 1831 erbaute Palais Rothschild im heutigen Rothschildpark

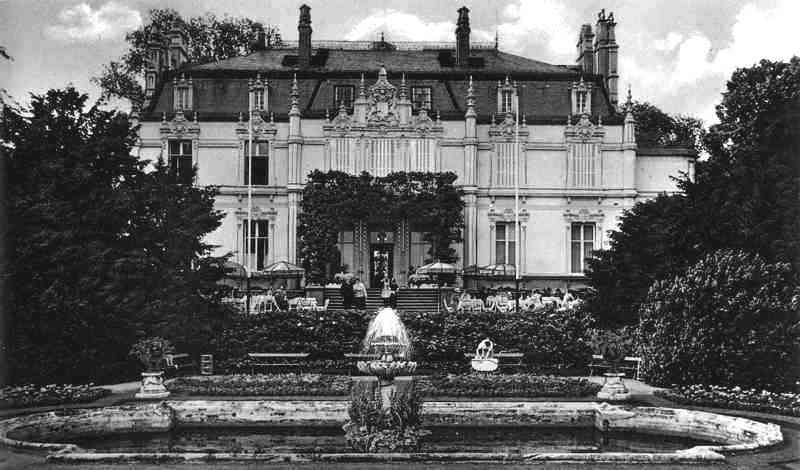
Ehemaliges Palais Grüneburg im Grüneburgpark

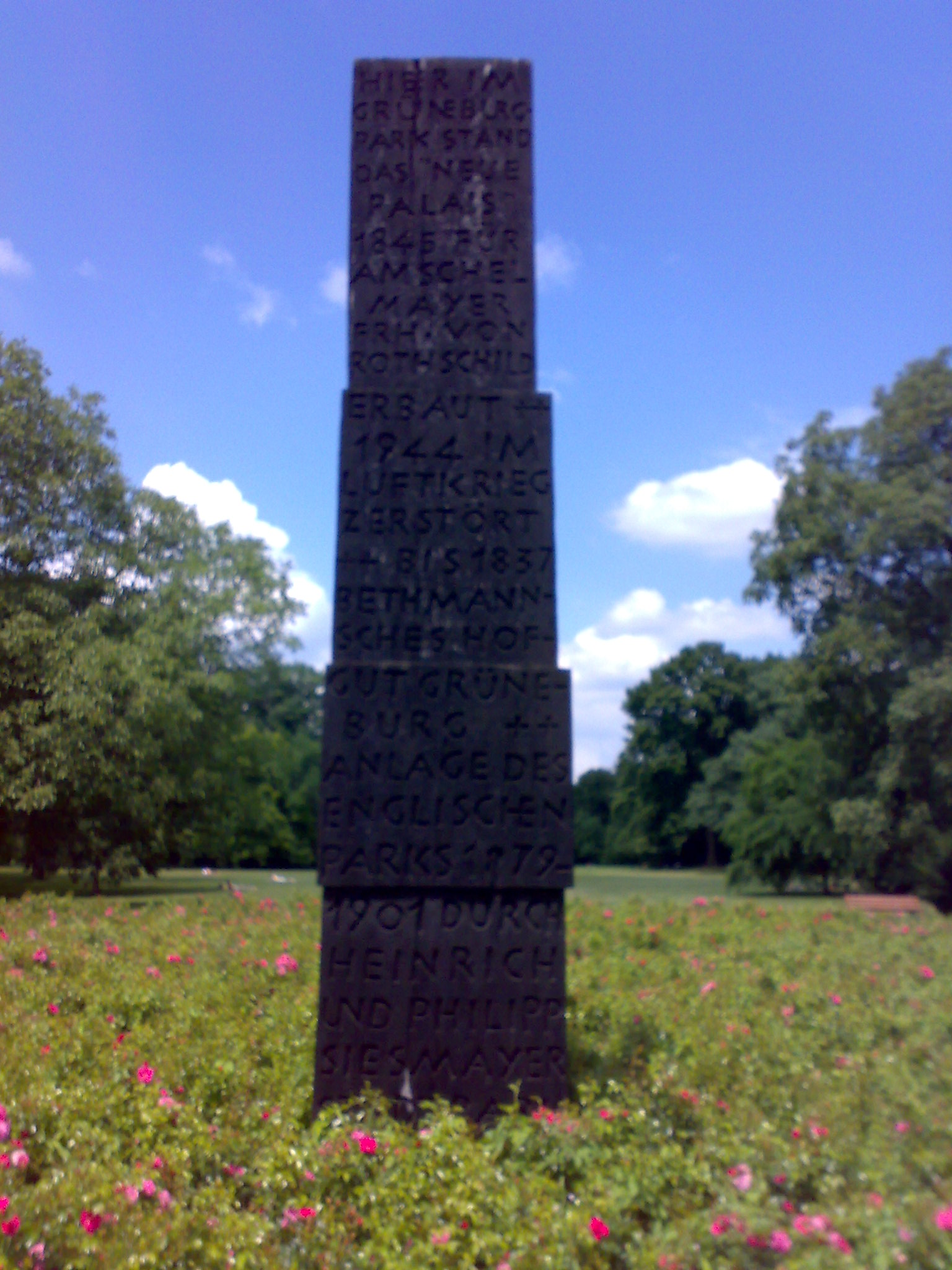
Gedenkstele im Grüneburgpark

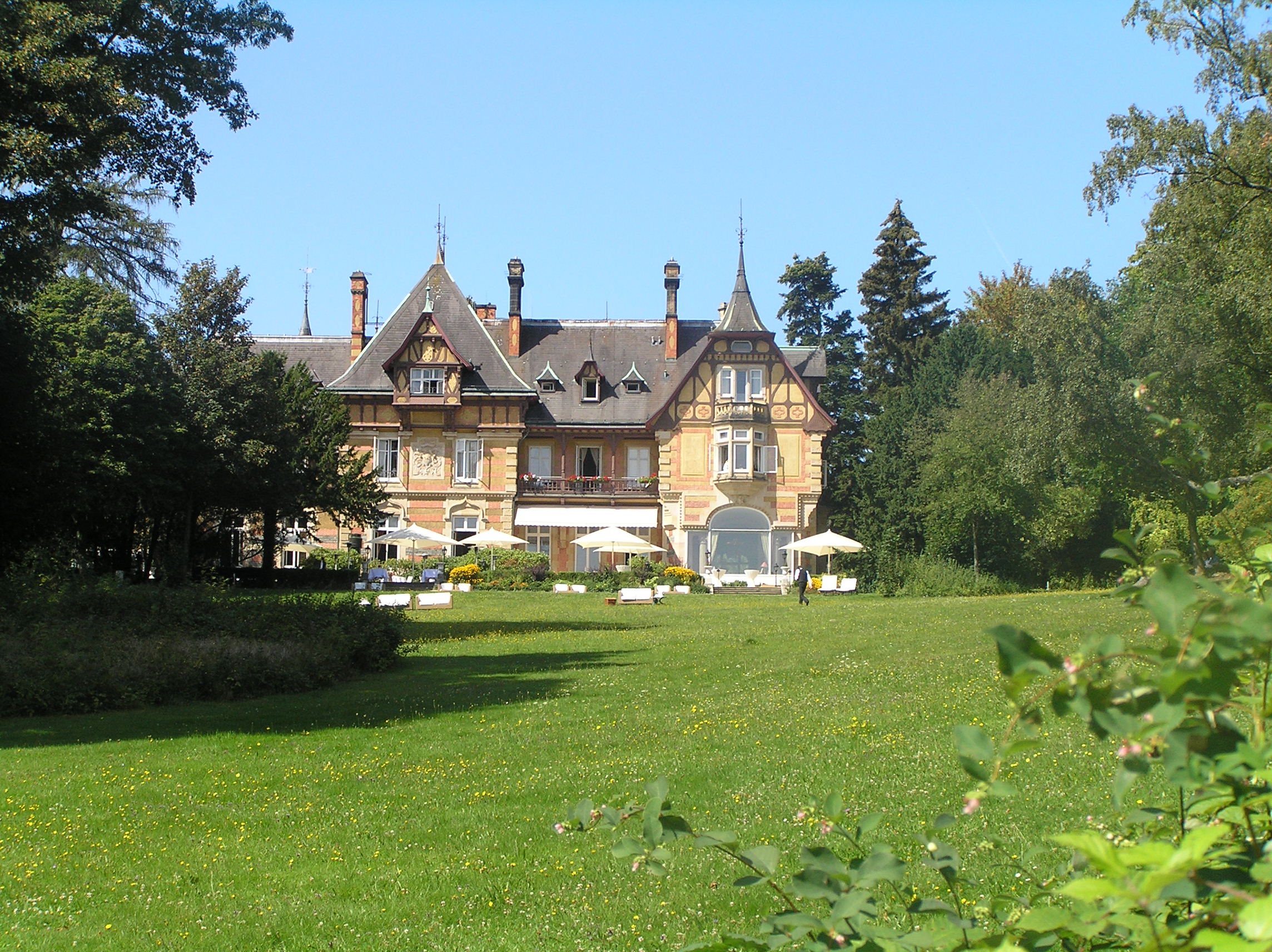
Villa Rothschild, Königstein

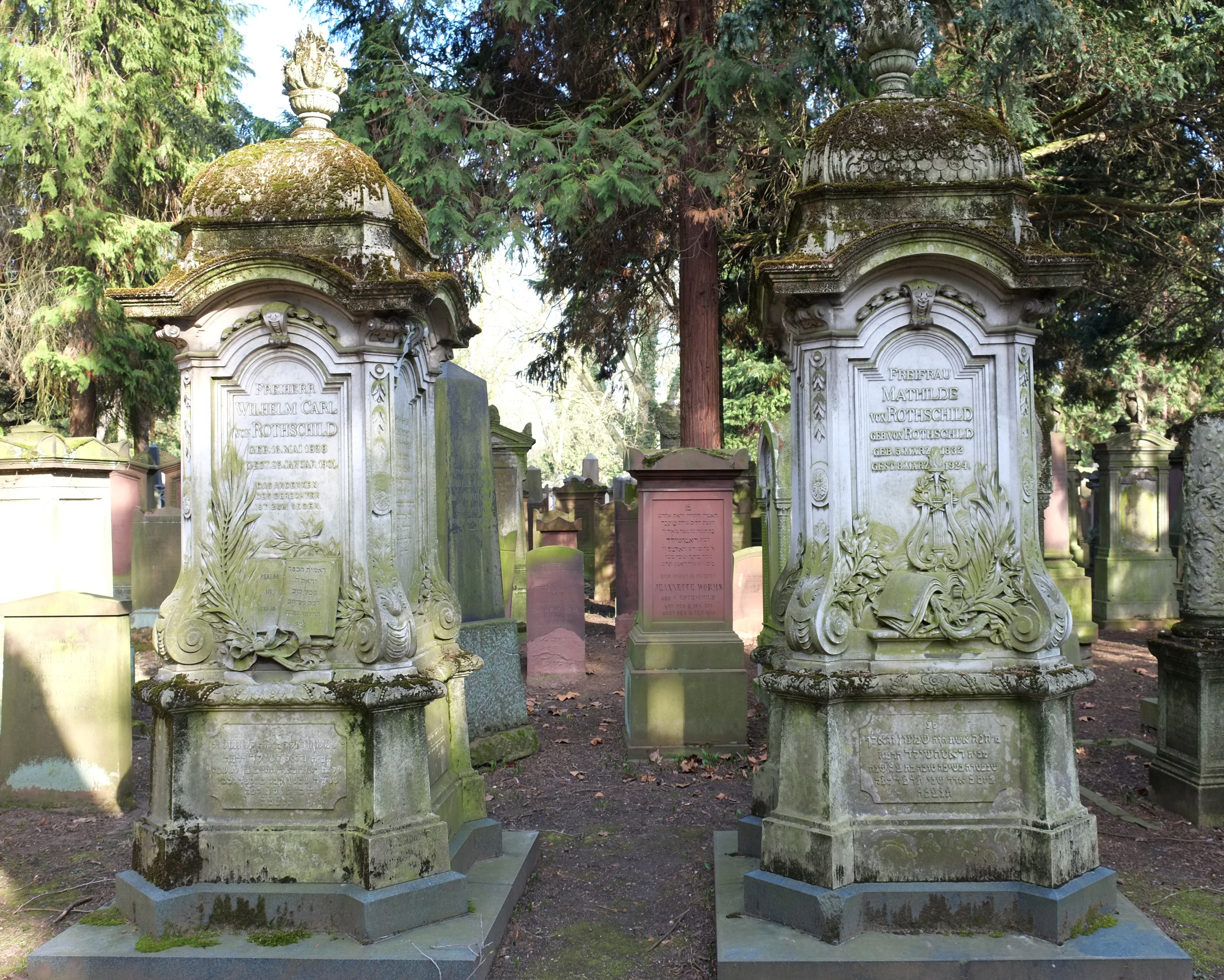
Grab von Wilhelm Carl von Rothschild (links)

Rothschild war Eigentümer oder Bauherr verschiedener Liegenschaften in Frankfurt und Umgebung, die teilweise heute noch existieren. 1869/70 ließ er ein bereits bestehende Landhaus in der Bockenheimer Landstraße 10 zu einem repräsentativen Palais umgestalten und einen Park anlegen. Das Palais und der Rothschildpark gehörten später seinem Schwiegersohn Maximilian, der sie 1937/38 für einen Bruchteil des Marktwertes an die nationalsozialistische Stadtverwaltung verkaufen musste.
1877 erbte Wilhelm Carl den Grüneburgpark mit der Villa Grüneburg von seinem Cousin und Schwiegervater Anselm Salomon. Wilhelm Carl vererbte diese Immobilie seiner Tochter Minna Karoline (Minka). 1935 zwang die nationalsozialistische Stadtverwaltung den damaligen Erben Albert von Goldschmidt-Rothschild, das Palais und den Park der Stadt zu übereignen. Die Familie Goldschmidt-Rothschild konnte gerade noch ins Ausland emigrieren. Im Zweiten Weltkrieg zerstörten Bomben die Villa Grüneburg. Eine Gedenkstele und eine Gedenkplatte erinnern heute an das Gebäude, ohne auf das Schicksal der früheren Eigentümer einzugehen.
Wilhelm Carl ließ von 1888 bis 1894 einen Sommersitz in Königstein im Taunus erbauen, die Villa Rothschild. Die besondere Verbundenheit zu Kaiserin Friedrich, die zeitgleich im nahegelegenen Kronberg-Schönberg ihren Witwensitz, das Schloss Friedrichshof, erbaut hatte, zeigt sich dadurch, dass das Ehepaar Rothschild eigens einen Weg als bequemere Zufahrt für die hochgestellte Freundin bauen ließ – den heutigen 'Sonnenhofweg'.
Die Villa Rothschild wurde beschlagnahmt, der damalige Eigentümer ins Exil getrieben. 1945 fiel die Villa zunächst an das Land Hessen und war 1947 bis 1949 ein Tagungsort des Wirtschaftsrates der Bizone. Während dieser Zeit wurde es auch Haus der Länder genannt und galt als „Wiege des deutschen Grundgesetzes und der Bundesrepublik“. Heute befindet sich in der Villa Rothschild ein Luxushotel und auf dem ehemals weitläufigen Rothschildschen Gelände das Königsteiner Taunusgymnasium.

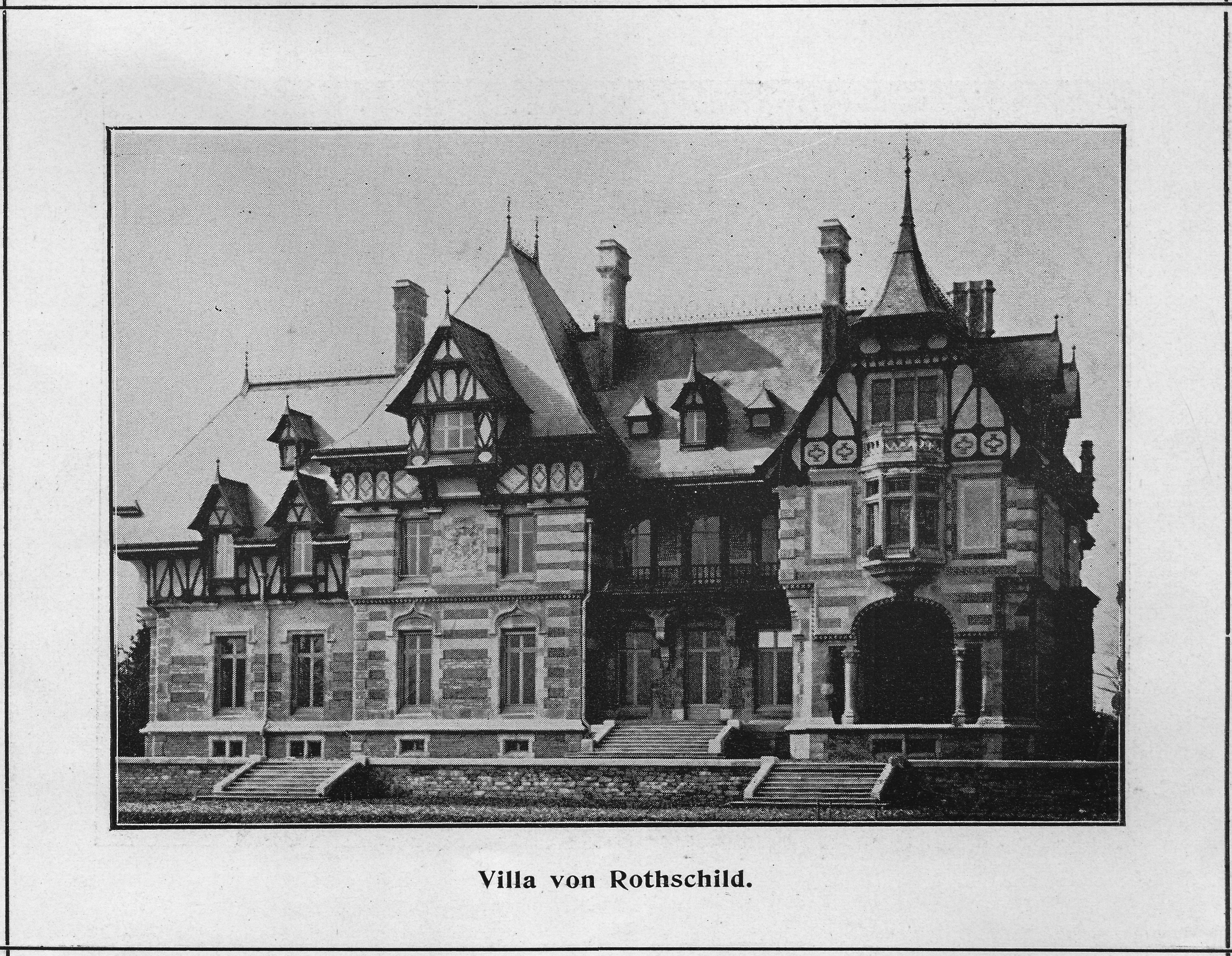
Die Villa Rothschild in einem Bildband von 1900
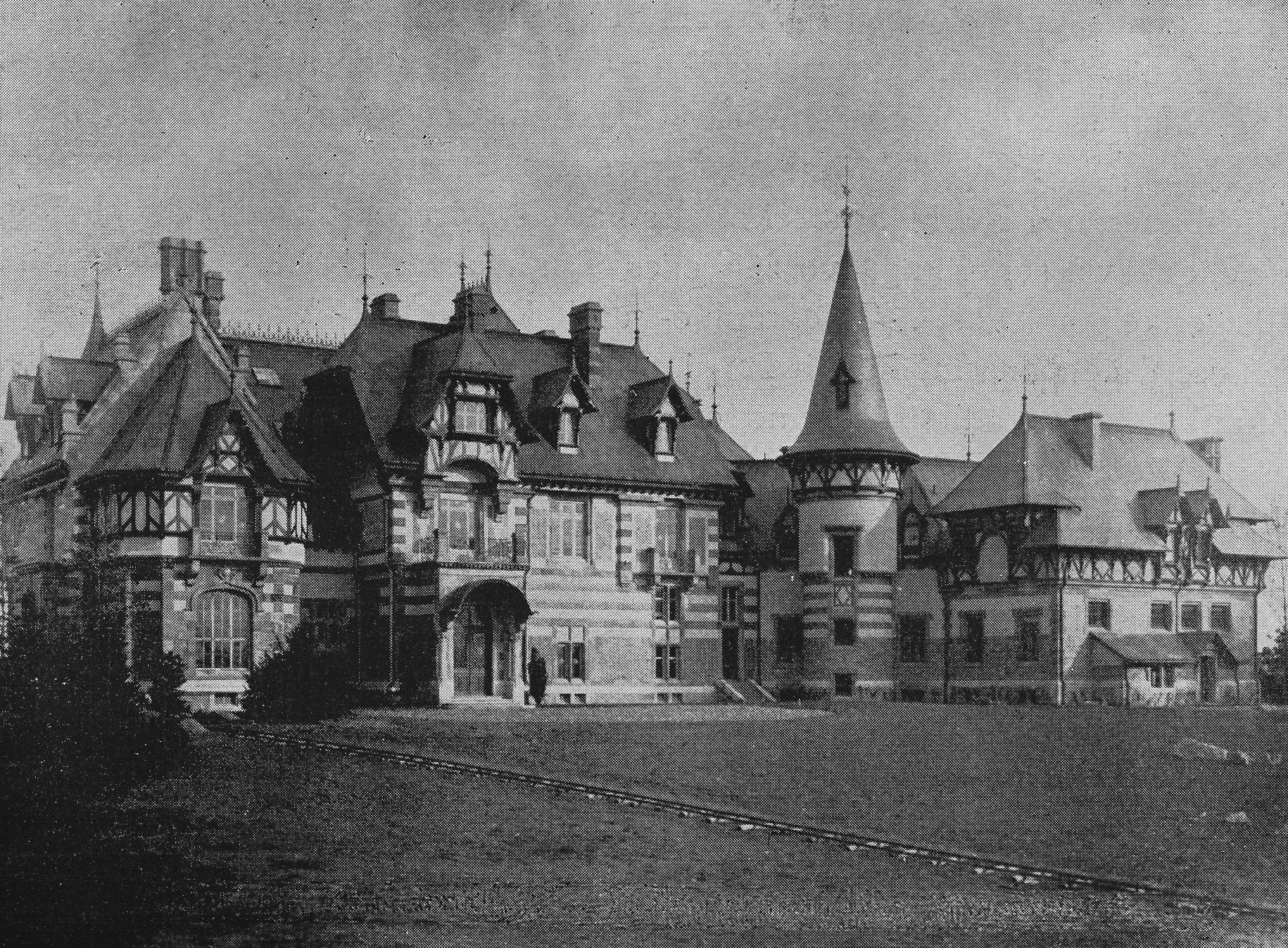
Weitere Ansicht der Villa um 1900
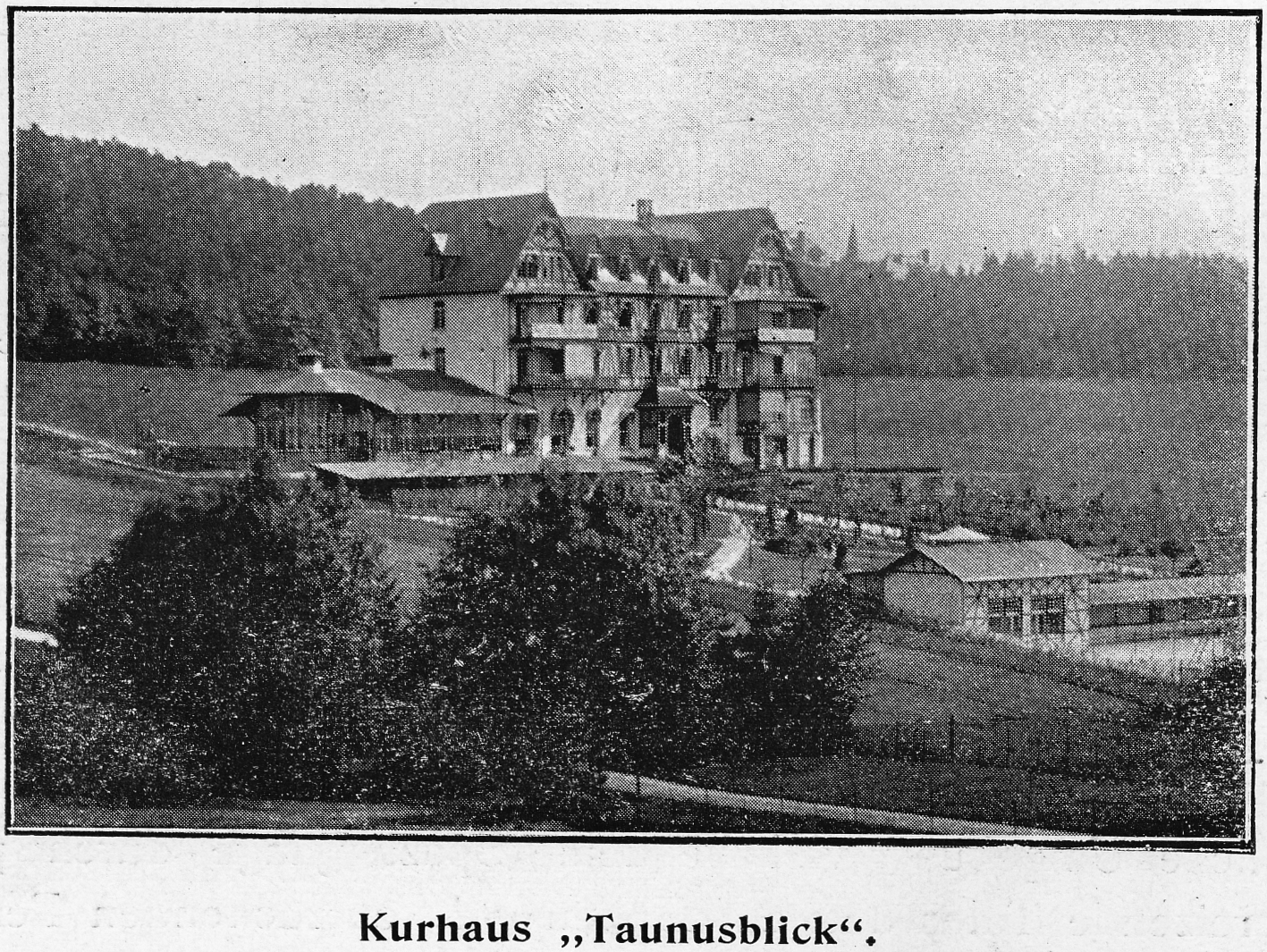
Kurhaus Taunusblick um 1900 – im Hintergrund rechts sind die Türmchen der Villa Rothschild zu erkennen